# 小行星2712
小行星2712（2712 Keaton）是一颗围绕太阳公转的小行星。1937年12月29日，庫林·捷爾吉在布达佩斯发现了此天体。
該小行星以美國男演員巴斯特·基頓命名。
这颗小行星的绝对星等为335.06178等。